# The Flirt (1922)
The Flirt is een Amerikaanse stomme film uit 1922 onder regie van Hobart Henley met in de hoofdrollen George Nichols, Lydia Knott en Eileen Percy. Het scenario is gebaseerd op de gelijknamige roman van Booth Tarkington uit 1913. Destijds werd de film in Nederland uitgebracht onder de titel De flirt. De film is wellicht zoekgeraakt.

## Verhaal
De flirterige Cora Madison is knap, maar ook egoïstisch en lui. Ze heeft een zachtaardige zus Laura en een vervelende kleine broer Hedrick. Cora is verloofd met Richard Lindley maar voelt zich aangetrokken tot Val Corliss, die naar de stad is gekomen om olie-aandelen te promoten. Wanneer Cora's vader weigert zich ermee te bemoeien, vervalst ze zijn naam op wat papieren waardoor Corliss veel aandelen kan verkopen. Corliss gaat ervandoor met het geld en Mr. Madison neemt de schuld op zich. Richard trouwt uiteindelijk met Laura en Corliss loopt tegen de lamp. Cora bekent haar bedrog en vestigt zich met haar nieuwe echtgenoot Wade Trumble.

## Rolverdeling
| Acteur            | Personage                | Opmerkingen         |
| ----------------- | ------------------------ | ------------------- |
| George Nichols    | Papa Madison             |                     |
| Lydia Knott       | Mama Madison             |                     |
| Eileen Percy      | Cora Madison             |                     |
| Helen Jerome Eddy | Laura Madison            |                     |
| Buddy Messinger   | Hedrick Madison          | als Buddy Messenger |
| Harold Goodwin    | Jimmy Madison            |                     |
| Nell Craig        | Dell Fenton              |                     |
| Tom Kennedy       | Sam Fenton               |                     |
| Lloyd Whitlock    | Valentine Corliss        |                     |
| Edward Hearn      | Richard Lindley          |                     |
| Bert Roach        | Wade Trumble             |                     |
| William Welsh     | George Carroll           |                     |
| Dorothea Wolbert  | de kok                   |                     |
| True Boardman     | de braverik van de buurt | (niet vermeld)      |